# Marie-Félicité Ebokéa
Marie-Félicité Ebokéa, née le 21 avril 1962, est une écrivaine de littérature jeunesse et professeure de littérature camerounaise d'expression française.

## Biographie
Marie-Félicité Ebokea est née le 21 avril 1962 au Cameroun. Elle quitte le Cameroun à l'adolescence et s'installe en France,.
Elle suit ses études secondaires puis universitaires en France et obtient une maîtrise de littérature comparée à l'Université de Paris VIII.
Elle quitte la France pour les États-Unis où elle travaille pendant deux ans comme enseignante pendant qu'elle poursuit ses études en vue de l'obtention d'un Master of Arts. Après l'obtention de son Master, elle retourne à Paris puis s'installe à Bruxelles.
En 1995, elle travaille en tant que chargé de production et de casting voix pour le film d'animation Kirikou et la sorcière. Elle travaille en tant que professeur de littérature et traductrice pour la télévision.
Elle est mariée à un saxophoniste de nationalité allemande.

## Œuvres
- Femmes fragmentées - L’Harmattan, 1994
- Peau et Vent, avec Michel Ocelot, Seuil Jeunesse / Rym Musique, 2000
- Sagesses et malices de M’Bolo, le lièvre d’Afrique, avec Alexios Tjoyas. - Albin Michel Jeunesse, 2002
- Comme toi, Albin Michel Jeunesse, 2003
- Retour à Douala, Thierry Magnier, 2004
- Vacances en brousse. – Belin, 2006
- Mbéla et la perle de Mamiwater – Belin, 2006
- Fatih et le génie, 2006
- Mariétou Kissaitou, Le Sorbier, 2008
- Sido et le N'djoundjou, 2013
- La Bicyclette de Fofana, 2013